# Alfa Romeo 8C
Alfa Romeo 8C — название автомобилей итальянской автомобильной компании Alfa Romeo. Использовалось для обозначения дорожного, гоночного и спортивного автомобиля в 1930-х годах. 8С означает наличие 8-и цилиндров и несёт в себе оригинальную компоновку двигателя 8 цилиндров в ряд (L8). Витторио Яно является создателем данного автомобиля, ставшим основным гоночным представителем Alfa Romeo в автоспорте с момента создания в 1931 году и до закрытия проекта в 1939 году. В дополнение ко всему данный 2-местный спортивный автомобиль использовался в турнире гонок одноместных автомобилей серии Гран-при после того, как модель стала основой для Monoposto «Tipo B» — P3, использовавшейся с 1932 года. Последними улучшениями стали более мощные модификации, такие как 1935 Bimatore объёмом 6,3 литра, оснащённый двумя двигателями, 1935 3,8 литровый Monoposto 8C 35 Tipo C и родстер Alfa Romeo 8C 2900B Mille Miglia. Кроме того, было создано ещё много разных технически мощных вариаций во время производства. В 2004 году Alfa Romeo оживила имя 8C, использовав его в названии концепт-кара с V8 двигателем, который вышел в производство в 2007 году. Данной моделью стала Alfa Romeo 8C Competizione.

## История
В 1924 году Витторио Яно создал первый рядный восьмицилиндровый двигатель для Alfa Romeo объёмом 1987 см³ для P2. Двигатель имел один общий коленвал для двух четырёхцилиндровых стальных блоков. Данная модель выиграла Первый Чемпионат Мира в 1925 году. Хотя эта модель и была восьмицилиндровой, обозначение 8C не использовалось.
Двигатель 8C был представлен в 1931 году в гонке Mille Miglia — престижном итальянском ралли-марафоне. Данный мотор имел один коленвал, но теперь два четырёхцилиндровых блока объединялись общей головкой цилиндров. Диаметр и ход поршня (А также, поршень и шатуны) были схожими с 6C 1750 (Диаметр цилиндра: 65 мм, ход поршня: 88 мм, рабочий объём: 2336 см³). Конструкция двигателя исключала раздельные головки цилиндров и прокладку ГБЦ, поэтому ремонт и обслуживание клапанов было очень тяжёлым. Всё это оснащался двумя верхними распредвалами (DOHC), механическим нагнетателем Roots и системой сухого картера. Что касается производства автомобилей, 8C двигателями оснащались две модели: 8C 2300 (1931–1935) и 8C 2900 (1936–1941). Диаметр поршня был увеличен до 68 мм, ход поршня до 100 мм, а рабочий объём составлял 2905 см³.
В то же время, гоночные автомобили больше не требовали наличие механика в салоне автомобиля и Alfa Romeo построила первый одноместный гоночный автомобиль. Первой попыткой стал 1931 Monoposto Tipo A, использовавший пару 6-цилиндровых двигателей, установленные по бокам шасси. В результате автомобиль был слишком тяжёлым и перегруженным, поэтому Яно разработал более удобный и успешный гоночный автомобиль Monoposto Tipo B (P3) для сезона Гран-при 1932 года. Tipo B доказал свою успешность, став победителем своего времени, начав с победы в дебютной для себя гонки на Гран-при Италии 1932 года. Впоследствии модель была доработана и оснащена двигателем 8C объёмом 2,665 куб.см, а также двумя нагнетателями вместо одного.
Первоначально Alfa Romeo анонсировала, что 8C не будет продаваться частным лицам, но осенью 1931 года Alfa стала продавать шасси в двух видах Lungo (Длинный) или Corto (Короткий) с начальной ценной более 1000 фунтов стерлингов. Шасси 8C обычно оснащались кузовами итальянских кузовных ателье (Carrozzeria), таких как Zagato, Carrozzeria Touring, Carrozzeria Castagna, Pininfarina и Brianza. Alfa Romeo никогда не делала кузова для этой модели. Несколько шасси оснащались кузовами от Graber, Worblaufen и Tuscher в Швейцарии, Figoni во Франции. Alfa Romeo также осуществляла практику переоснащения кузова автомобилей для клиентов. Поэтому несколько гоночных аппаратов были проданы с другими кузовами как дорожные автомобили. Некоторыми самыми известными владельцами автомобилей стали Баронесса Мадам Тюссо из семьи Тюссо, владелец авиастроительной компании, а сейчас компанией по производству скутеров Piaggio Андреа Пьяджо, Раймон Соммер и Тацио Нуволари.

## Модификации и модельный ряд

### 1931 8C 2300
Первой моделью была 1931 '8C 2300' с установленным 2,3 л. (2336 куб.см) двигателем и созданной первоначально для гонок. Всего было выпущено 188 экземпляров дорожной версии. В начале модель называлась 8C 2300 Spider, за рулём которой Тацио Нуволари выиграл в 1931 и 1932 годах гонку Targa Florio на Сицилии. А после того, как он выиграл Гран-при Италии 1931 года на Монце, название «Monza» стало именем для этого двухместного автомобиля класса Гран-при — версии более укороченной, чем Spider. Alfa Romeo довольно часто после побед в гонках добавляла имена событий и трасс в названия своих автомобилей.
В 2015 году модель 8C 2300 1932 года американского коллекционера Девида Сидорика(David Sydorick) получила награду "Best in Show" престижного конкурса Concorso d'Eleganza Villa d'Este

### 1931 8C 2300 Le Mans
'8C 2300 Tipo Le Mans' являлся спортивной версией '8C 2300' и получил свой великолепный дебют в 1931 году на Eireann Cup с гонщиком Генри Биркином. Данная модель выиграла 24 часа Ле-Мана в 1931 году (Хоу-Биркин), в 1932 году (Кинетти-Соммер), в 1933 году (Нуволари-Соммер) и в 1934 году (Кинетти-Этанселен).
Модель 8C 2300 Le Mans в данный момент находится в Музее Alfa Romeo. Данный автомобиль был куплен Сэром Генри Биркином в 1931 году для участия в гонках, но данный автомобиль не являлся той моделью, на которой Биркин и Хоу выиграли 24 часа Ле-Мана в 1931 году.

### 1933 8C 2600
В 1933 году появился турбированный DOHC восьмицилиндровый двигатель увеличенного объёма (Диаметр поршня: 68 мм, ход поршня: 88 мм, 2557 куб.см) 2,6 л. ('8C 2600') для Tipo B, который устанавливался на автомобили Scuderia Ferrari 8C Monza. Scuderia Ferrari стала «полу-официальным» гоночным подразделением Alfa Romeo, которое довольно долго не могло принять участие в гонках из-за экономических проблем компании. С начальными 215 л.с. и объёмом 2,6 л. двигателя, Monoposto Tipo B (P3) мог разгоняться до 97 км/ч (60 миль/ч) менее чем за 7 секунд и достигал максимальную скорость в 217 км/ч (135 миль/ч). Позднее для гонок сезона 1934 года был выпущен двигатель объёмом 2,9 литра.
Тацио Нуволари выиграл Гран-при Германии 1935 года на Нюрбургринге за рулем данной модели Tipo B (P3) с двигателем 3,2 литра у более мощнейших Silver Arrows у Mercedes-Benz и Auto Union.

### 1935 Monoposto 8C 35 Tipo C
Восьмицилиндровые версии 3,8 л. не создавались из предыдущих отлитых блоков двигателей. Они были построенные индивидуально для гонок за 5 месяцев. Данные двигатели в основном использовались на Alfa Romeo Monoposto 8C 35 Tipo C у команды Scuderia Ferrari. Обозначение P3 было убрано. 3,8 л. двигатель выдавал 330 л.с. (246 кВт) при 5500 об/мин и имел крутящий момент 434 Н/м с 900 об/мин по 5500 об/мин. Автомобиль имел 15,5 дюймовые барабанные тормоза на всех колёсах и оснащался шинами Pirelli 5,25 или 5,50 на 19 колёса спереди и 7,00 или 7,50 на 19 колёса сзади. Несмотря на то, что модель не была более быстрой чем Mercedes и Auto Union на быстрых кругах, модель брала более жестким кузовом и управляемостью. В 1936 году Tipo C оснащались проблемными V12, которые не оправдали ожиданий. В результате 3,8 л. двигатели продолжили использоваться на 8С. С 1933 года Scuderia Ferrari участвовала в гонках и эмблема прыгающей лошади Ferrari стала появляться на крыльях автомобилей модификации Bimotore, но Alfa Corse была более успешной в гонках. В итоге Витторио Яно покинул компанию в конце сезона 1937 года. В 1938 году 4 гоночных автомобиля Alfa Romeo Tipo 308 были построены для трёхлитрового класса гонок и использовали двигатели 8C.
14 сентября 2013 года модель Scuderia Ferrari 8C 35, на которой Тацио Нуволари выиграл Кубок Чиано 1936 года была продана за 5,9 миллионов фунтов стерлингов. Это был новый рекорд цены для какой-либо модели Alfa Romeo. Модель была продана аукционным домом Bonhams во время Goodwood Revival Meeting Sale В Англии. Автомобилем владели Ханс Ройх(Hans Ruesch) и Деннис Пур(Dennis Poore), которые были одними из первых звёзд гонок на Goodwood Motor Circuit 1948—1955 годов.

### 1935 Bimotore
В 1935 году для конкуренции с Mercedes Benz и Auto Union, менеджер гоночной команды Энцо Феррари и конструктор Луиджи Бацци(Luigi Bazzi) построили новую модель с двумя 3,2 л. (3,165 куб.см) двигателям. Один стоял спереди, второй сзади. В результате чего, двигатель имел объём 6,3 литра и выдавал мощность в 540 л.с. (403 кВт). Платформа трансмиссии была довольно необычной. Два двигателя соединялись между собой отдельным приводом к коробке передач с двумя входящими валами, и двумя выходящими под определённым углом валами. Поэтому каждое заднее колесо имело свой отдельный приводной вал. Данная модель не стала успешной в конкуренции с Mercedes W25 B, за рулём которой сидел Рудольф Караччола и, кроме того, модель использовала слишком много топлива и была тяжела для резины. Выигрыш в скорости был заменён на постоянные пит-стопы. 12 мая 1935 года две такие модели приняли участие в Гран-при Триполи с гонщиками Нуволари и Луи Широном, которые финишировали четвёртым и пятым соответственно. Позже Широн стал вторым на следующей гонке Авус 1935 года. 16 июня 1935 года Нуволари специально подготавливал Bimotore для гонки от Флоренции до Ливорно, где установил новый скоростной рекорд в 364 км/ч (226 миль/ч) со средней скоростью движения более 323 км/ч (201 миль/ч). После этого развитие модели отошло на задний план, отдав предпочтение Tipo C. Данная гоночная модель была первой моделью, использовавшея независимый продольный рычаг типа Dubonnet в передней подвеске. Кроме того, в то время шла работа над V12, но она всё ещё не была готова к гонкам. Bimotore более успешна по езде на пересечённой местности, так как версия шасси Bimotore оснащалась независимой подвеской Dubonnet спереди и новой независимой подвеской сзади с качающимися полуосями и листовой рессорой. Кроме того, данная подвеска использовались потом в Tipo C 3,8.

### 8C 2900
8C 2900 специально разрабатывалась для участия в автомобильных гонках, а также в частности для участия в Mille Miglia. Автомобили оснащались 2,9 литровым двигателем 8C, а платформа автомобиля основывалась на шасси Гран-при автомобиля 8C 35. В свою очередь двигатель представлял собой 8-цилиндровый рядный двигатель объёмом 2,9 литра. Он использовал систему двойного наддува (Twin Roots), а также оснащался спаренными карбюраторами от Weber. Модель была укомплектована полностью независимой подвеской типа Dubonnet: с рычагами подвески и пружинами спереди, и с качающимися осями на поперечных рессорах и пружинах сзади.
8C 2900A была представлена публике в 1935 году на Лондонском автосалоне и сразу рекламировалась к продаже. Двигатель с компрессией в 6,5:1 и выходящей мощностью в 220 л. с. (160 кВт) при 5300 об/мин был взят из модификации моделей для гонок Гран-при. Было построено 10 моделей 2900A: пять в 1935 году и пять в 1936 году.
Scuderia Ferrari использовала три модели 8C 2900A на Милле Милья 1936 года, а затем и на Милле Милья 1937 года. В 1936 году все три модели заняли пьедестал: Антонио Бривио стал первым, Джузеппе Фарина был вторым, а Карло Мария Пинтакуда — третьим. В 1937 году они снова заняли первые два места. Пинтакуда победил, а Фарина пришёл вторым. Третьим гонщиком за рулём 2900A был Клементе Биондетти, но он не финишировал. 8C 2900A также победила в 1936 году на гонке 24 часа Спа с пилотами Раймоном Соммером и Франческо Севери.
8C 2900B вышла в производство в 1937 году. Дизайн 2900B был разработан с уступками в пользу комфорта и надёжности. Двигатель был дефорсирован и имел компрессию 5,75:1 и выходящую мощность в 180 л. с. (130 кВт) при 5200 об/мин. Шасси 2900B было доступно c двумя разными колёсными базами: Corto (короткая) — 2799 мм, (что больше, чем колёсная база 2900A (2,718 мм), и Lungo (длинная) — 3000 мм. Колёса 2900B имели диаметр 19 дюймов и оснащались 17-ти дюймовыми гидравлическими барабанными тормозами. С начала выпуска были собраны тридцать два автомобили 2900B: десять в 1937 году и двадцать два в 1938 году. Последняя 2900B была собрана из оставшихся запчастей в 1941 году. Основная часть данных автомобилей оснащалась кузовами от Carrozzeria Touring, хотя были и модели с кузовами от Pininfarina.
8C 2800 с кузовом кабриолет от Pininfarina был продан на аукционе Pebble Beach в Калифорнии за 4 072 000 долларов США. Данная модель стала десятой самой дорогой моделью, проданной за всё время аукциона.

### 1938 8C 2900B Mille Miglia Roadster
В 1983 году Alfa Corse — придворная гоночная команда Alfa Romeo взяла на себя деятельность Scuderia Ferrari, среди персонала который был и Энцо Феррари. Alfa Corse приготовила четыре укороченный автомобиля 8C 2900B Corto для Mille Miglia 1938 года. Данные автомобили использовали суперлегкие (Superleggera) кузова типа родстер от Carrozzeria Touring. Три автомобиля оснащались двигателями мощностью 225 л.с. (168 кВт), а автомобиль Биондетти оснащался двигателем с модели Гран-при Alfa Romeo Tipo 308 и выдавал мощностью в 295 л.с. (220 кВт). Автомобили завоевали первые два места: Биондетти победил, а Пинтакуда пришёл вторым после своего лидирования от Пьяченцы до Терни, когда его тормоза внезапно заблокировались. Другие две модели 8C 2900B Mille Miglia не финишировали. Фарина попал в аварию, а Евгенио Сьена повредил двигатель. Гонщик Пьеро Дузио из частной команды финишировал третий на Alfa Romeo 8C 2900A. Позднее одна из родстеров 2800B Mille Miglia выиграла в 1938 году 24-часовую гонку на Шпа с гонщиками Пинтакудой и Севери.
Кроме того, Фил Хилл принял участие в нескольких гонках на Западном побережье в США на автомобиле Пинтакуды в 1951 году, до того как вступил в Ferrari.

### 1938 8C 2900B Le Mans Speciale
Alfa Corse также подготовила и представила единственную версию 8C 2900B с номером шасси 412033 для Ле-Мана 1938 года. Особенностью автомобиля стал удлиненный кузов купе, в то время как в гонке 24 часа Ле-Мана участвовали автомобили с открытым верхом. Аэродинамический кузов был спроектирован автоателье Carrozzeria Touring. В 1987 году один итальянский журнал тестировал данный автомобиль в аэротрубе Pininfarina. В итоге автомобиль показал коэффициент сопротивления Cx равное 0,42, а также 0,38 с закрытыми воздухозаборниками. За рулём купе сидели Соммер и Биондетти, которые лидировали почти всю гонку, но из-за проблем с резиной, а затем и проблемой с клапанами автомобиль заехал на пит-стоп, где в итоге и остался. В то время, как выявилась проблема с клапанами, автомобиль лидировал с отрывом в 160 км от следующего автомобиля.
Это был единичный случай, когда купе принимало участие в гонках у Alfa Corse. После войны пару купе ещё принимало участие в гонках под руководством частных команд. Впоследствии данный автомобиль находился в хранении музея Донингтона с 1960-х годов, а в 1987 году был передан в Музей Alfa Romeo.

### Доп. информация
- Sujatha Menon, ed. Super Cars, Classics of Their Time (неопр.). — Quintet Publishing, 2004. — ISBN 0-7607-6228-7.